# Кримски тролейбус
Като Кримски тролейбус е известна системата за тролейбусен транспорт, свързваща Симферопол с черноморските курорти от Алуща до Ялта в Република Крим.

## Описание
Главният маршрут от столичното летище през Симферопол и Алуща до Ялта е дълъг 96 км, което го прави най-дългата тролейбусна линия в света. Освен междуградските маршрути системата включва крайградски и градски тролейбусни линии с обща дължина 262 км.
Тя е първата в Съветския съюз и Европа система за междуградски тролейбусен транспорт. По-късно по този пример в СССР са създадени още 24 междуградски тролейбусни системи: в Украйна – други 10, в Русия – 8, в Узбекистан – 3, в Грузия, Молдова, Таджикистан – по 1. Това е единствената в Европа тролейбусна система в планински терен – пресича Кримските планини (достигащи до 1545 м). Трасето започва от надморска височина 350 м (в Симферопол), издига се до 750 м (на Ангарския превал), слиза почти до морското равнище в Алуща и продължава по крайбрежието до Ялта.
Оперира се от Кримското републиканско производствено предприятие „Кримтролей"(на руски: Крымское республиканское производственное предприятие „Крымтроллейбус“).

## История
Създадено е като Кримско тролейбусно управление през 1959 г. Движението по първата отсечка от 52 км между Симферопол и Алуща е тържествено открито на 6 ноември 1959 г. Вторият етап от трасето от 33 км между Алуща и Ялта е пуснат през юли 1961 г. Предприятието разполага с 3 тролейбусни парка (във всеки град) с 232 тролейбуса и централно ремонтно депо в Симферопол.
В началото продължителността на пътуването от Симферопол до Алуща е 1 час 50 мин., а до Ялта – 2 ч. 50 мин. Още през 1962 г., след успешно внедрена рационализация, скоростта е увеличена, а времето за пътуване е намалено с 18 %.
През 1970-1980-те години в разгара на летния сезон интервалите на движение на тролейбусите са средно по 2 минути. По онова време за удобство на пътниците са продавани билети за тролейбус до Алуща и Ялта заедно с билети за влак до Симферопол в железопътните каси в Москва, Ленинград, Киев, Минск, Харков, Рига и Вилнюс.

## Трамвайна мрежа
Още при създаването си „Кримтролейбус“ поема грижата за експлоатацията на трамвайната система в Симферопол, създадена още през 1914 г. Поради липса на резервни части за ремонт на трамвайните пътища, контактната мрежа и подвижния състав мрежата е закрита през ноември 1970 г.